# Koledzy z klasy
Koledzy z klasy (jap. 同級生 Dōkyūsei) – manga autorstwa Asumiko Nakamury, publikowana w magazynie Opera wydawnictwa Akane Shinsha od lipca 2005 do lipca 2006 roku. Opublikowane rozdziały zostały zebrane w jednym tomiku i wydane 15 lutego 2008 roku. W Polsce manga ukazała się nakładem wydawnictwa Waneko 26 lutego 2016 roku.
Na podstawie mangi powstał film anime wyprodukowany przez studio A-1 Pictures. Miał swoją premierę 20 lutego 2016 roku. Film zarobił ponad 201 mln jenów w Japonii (stan na 3 kwietnia 2016 roku).
Powiązanymi tytułami z tym tomem mangi są Absolwenci (jap. 卒業生 Sotsugyōsei), Sora i Hara (jap. 空と原 Sora to Hara), O.B., Blanc oraz Futari-gurashi (jap. ふたりぐらし).

## Opis fabuły
Koledzy z klasy to opowieść o pierwszym uczuciu dwójki chłopców, których z pozoru niewiele łączy. Historia opowiadana jest z perspektywy Hikaru Kusakabe, wyluzowanego i beztroskiego licealisty, który podczas lekcji muzyki zauważa, że jest w jego klasie chłopak nie biorący udziału w próbie chóru. Jeszcze tego samego dnia okazuje się, że Rihito Sajou (bardzo ambitny i dość spięty chłopak) nie śpiewał, ponieważ nie potrafił zrobić tego poprawnie. Zaintrygowany nowo poznanym kolegą muzykalnie uzdolniony Kusakabe oferuje mu swoją pomoc w nauce śpiewu, dzięki czemu ta dwójka spędzać będzie ze sobą dużo czasu i lepiej się poznają.
Absolwenci to kontynuacja historii zawartej w Kolegach z klasy. Zbliżają się egzaminy wstępne. Sajou wracając ze szkoły przygotowawczej, spędza czas na randkach z Kusakabe. Pewnego dnia mama Sajou trafia do szpitala. Chłopak przytłoczony odwiedzinami w szpitalu, obowiązkami domowymi i egzaminami jest wykończony fizycznie i psychicznie. "Chcę cię zobaczyć" mówi jednak do Kusakabe i zaprasza do domu, gdzie będą sami.

## Bohaterowie
Hikaru Kusakabe (jap. 草壁光 Kusakabe Hikaru)
Seiyū: Hiroshi Kamiya 
Rihito Sajō (jap. 佐条利人 Sajō Rihito)
Seiyū: Kenji Nojima 
Manabu Hara (jap. 原学 Hara Manabu)
Seiyū: Hideo Ishikawa 
Sorano Aoto (jap. 青砥空乃 Aoto Sorano)
Seiyū: Jun Fukuyama 
Satoshi Arisaka (jap. 有坂悟志 Arisaka Satoshi)
Seiyū: Nobuo Tobita 
Hibiki Sano (jap. 佐野響 Sano Hibiki)
Seiyū: Yūki Ono 

## Manga

### Koledzy z klasy
Manga Koledzy z klasy została napisana i zilustrowana przez Asumiko Nakamurę i opublikowana w magazynie Opera wydawnictwa Akane Shinsha. Ukazywała się od lipca 2005 roku do lipca 2006 roku. Opublikowane rozdziały zostały zebrane w jednym tomie, wydanym 15 lutego 2008 roku.
W Polsce manga ukazała się nakładem wydawnictwa Waneko 26 lutego 2016 roku w serii Jednotomówki Waneko.
| Nr | Język japoński | Język japoński         | Język polski   | Język polski           |
| Nr | Data wydania   | ISBN                   | Data wydania   | ISBN                   |
| -- | -------------- | ---------------------- | -------------- | ---------------------- |
| 1  | 15 lutego 2008 | ISBN 978-4-87-182968-7 | 26 lutego 2016 | ISBN 978-83-65229-04-5 |

### Absolwenci
Manga Absolwenci (jap. 卒業生 Sotsugyōsei) to kontynuacja, również autorstwa Asumiko Nakamury, która była publikowana w magazynie Opera wydawnictwa Akane Shinsha. Ukazywała się od stycznia do sierpnia 2009 roku. Opublikowane rozdziały zostały zebrane w dwóch tankōbonach (Sotsugyōsei -Fuyu- (jap. 卒業生-冬-) i Sotsugyōsei -Haru- (jap. 卒業生-春-)), a następnie wydane 28 stycznia 2010 roku.
W Polsce manga ukazała się w jednym tomie nakładem wydawnictwa Waneko 21 listopada 2016 roku w serii Jednotomówki Waneko.
| Nr  | Język japoński   | Język japoński         | Język polski      | Język polski           |
| Nr  | Data wydania     | ISBN                   | Data wydania      | ISBN                   |
| --- | ---------------- | ---------------------- | ----------------- | ---------------------- |
| 1–2 | 28 stycznia 2010 | ISBN 978-4-86-349128-1 | 21 listopada 2016 | ISBN 978-83-65229-04-5 |
| 1–2 | 28 stycznia 2010 | ISBN 978-4-86-349129-8 | 21 listopada 2016 | ISBN 978-83-65229-04-5 |

### Sora i Hara
Spin-off zatytułowany Sora i Hara (jap. 空と原 Sora to hara) był również publikowany w magazynie Opera wydawnictwa Akane Shinsha i ukazywał się od grudnia 2009 do grudnia 2011 roku. Opublikowane rozdziały zostały zebrane w jednym tankōbonie, wydanym 19 maja 2012 roku.
W Polsce manga ukazała się w jednym tomie nakładem wydawnictwa Waneko 26 lipca 2018.
| Nr | Język japoński | Język japoński         | Język polski  | Język polski           |
| Nr | Data wydania   | ISBN                   | Data wydania  | ISBN                   |
| -- | -------------- | ---------------------- | ------------- | ---------------------- |
| 1  | 19 maja 2012   | ISBN 978-4-86-349292-9 | 26 lipca 2018 | ISBN 978-83-64891-43-4 |

### O.B.
Sequel zatytułowany O.B. był publikowany w magazynie Opera wydawnictwa Akane Shinsha. Ukazywał się od 27 kwietnia 2012 do 27 grudnia 2013 roku. Opublikowane rozdziały zostały zebrane w dwóch tomach, wydanych 15 lutego 2014 roku.
W Polsce manga ukazała się w jednym tomie nakładem wydawnictwa Waneko 14 lutego 2019 roku.
| Nr | Język japoński | Język japoński         | Język polski   | Język polski           |
| Nr | Data wydania   | ISBN                   | Data wydania   | ISBN                   |
| -- | -------------- | ---------------------- | -------------- | ---------------------- |
| 1  | 15 lutego 2014 | ISBN 978-4-09-183777-6 | 14 lutego 2019 | ISBN 978-83-8096-179-1 |
| 2  | 15 lutego 2014 | ISBN 978-4-86-349411-4 | 14 lutego 2019 | ISBN 978-83-8096-179-1 |

### Blanc
Sequel zatytułowany Blanc był publikowany w magazynie Opera wydawnictwa Akane Shinsha. Ukazywał się od 28 lutego 2018 roku. Opublikowane rozdziały zostały zebrane w dwóch tomach, wydanych 23 września i 23 października 2020 roku.
| Nr | Data wydania         | ISBN                   |
| -- | -------------------- | ---------------------- |
| 1  | 23 września 2020     | ISBN 978-4-86349-843-3 |
| 2  | 23 października 2020 | ISBN 978-4-86349-842-6 |

### Futari-gurashi
Sequel zatytułowany Futari-gurashi (jap. ふたりぐらし) był publikowany w magazynie Opera wydawnictwa Akane Shinsha. Ukazywał się od 28 grudnia 2020 roku.

## Drama CD
- Dōkyūsei, wydana 25 kwietnia 2008 r.
- Sotsugyōsei, wydana 2 kwietnia 2010 r.
- Sora to hara, wydana 26 października 2012 r.
- O.B., wydana 24 kwietnia 2015 r.